# Lego Western
Lego Western (ou Wild West) est une gamme du jeu de construction Lego basée sur l'univers western. Elle sort en août 1996 en Europe et en septembre de la même année en Amérique du Nord. Les sets proposant des indiens sont commercialisés en 1997 avant que la gamme soit abandonnée. Fin 2001, Lego tente de relancer la série avec trois ensembles déjà sortis remis en vente, qui seront regroupés l'année suivante dans un seul set.
Les produits de la gamme font partie des premiers où le sourire sur les têtes des minifigs est remplacé par diverses autres expressions faciales. Ils sont également les premiers à introduire des armes encore disponibles de nos jours (fusils et revolvers). Plusieurs autres nouvelles pièces ont été introduites avec le thème du western comme les képis ou les bandanas utilisés par les soldats de cavalerie et les bandits. Parmi les pièces uniques figurent les tipis indiens, une souche d'arbre creux et divers accessoires indiens, comme les coiffures et les plumes à pointes noires.
Après un puzzle en 1997, un aimant représentant un cow-boy avec son arme sort en 2004 (4244710 Minifig - Western Cowboy with Guns).

## Sets

### 1996
| Nom                     | No de référence | Personnages                                                          | Notes                             |
| ----------------------- | --------------- | -------------------------------------------------------------------- | --------------------------------- |
| Sheriff's Showdown      | 6712            | Shériff, Black Bart                                                  | Sorti en 1997 en Amérique du Nord |
| Weapons Wagon           | 6716            | Soldat                                                               | Sorti en 1997 en Amérique du Nord |
| Sheriff's Lock-up       | 6755            | Wrangler, Shériff, Flatfoot Thompson, Dewey Cheatum                  | Ressorti en 2001 (6764)           |
| Bandits' Secret Hideout | 6761            | Flatfoot Thompson, Black Bart, Dewey Cheatum, 2 Soldats              |                                   |
| Fort Legoredo           | 6762            | Flatfoot Thompson, Black Bart, Dewey Cheatum, Wrangler, 6 Soldats    | Ressorti en 2001 (6769)           |
| Gold City Junction      | 6765            | Banquier, Soldat, Black Bart, Wrangler, Shériff, Directeur du saloon |                                   |

### 1997
| Nom                                    | No de référence | Personnages                                      | Notes                                                                                  |
| -------------------------------------- | --------------- | ------------------------------------------------ | -------------------------------------------------------------------------------------- |
| Rose Art Floor Puzzle, Wild West 3D    | 08098           | Aucun                                            | Puzzle en 3 dimensions                                                                 |
| Frontier Patrol                        | 6706            | 3 Soldats                                        | Regroupé avec d'autres sets de diverses gammes dans la boîte Walmart Co-Pack (4127417) |
| Bandit's Wheel Gun (contenu identique) | 6790            | Black Bart                                       |                                                                                        |
| Bandit's Wheel Gun (contenu identique) | 6791            | Black Bart                                       | Uniquement aux États-Unis, dans un sachet polybag                                      |
| Showdown Canyon                        | 6799            | Wrangler, Shériff, Flatfoot Thompson, Black Bart |                                                                                        |
| Indian Chief                           | 2845            | Indian Mystic                                    |                                                                                        |
| Indian Kayak                           | 2846            | Guerrier indien                                  |                                                                                        |
| Tribal Chief                           | 6709            | Chef indien                                      |                                                                                        |
| Rain Dance Ridge                       | 6718            | Indian Mystic, Guerrier indien                   |                                                                                        |
| Chief's Tepee                          | 6746            | 2 Guerriers indiens, Chef indien                 |                                                                                        |
| Boulder Cliff Canyon                   | 6748            | 5 Guerriers indiens, Indian Mystic               |                                                                                        |
| Rapid River Village                    | 6763            | 5 Guerriers indiens, Chef indien, Wrangler       | Ressorti en 2001 (6766)                                                                |
| Wild West Accessories                  | 5317            | Aucun                                            |                                                                                        |
| Wild West Accessories                  | 5392            | Aucun                                            |                                                                                        |

### 2002
| Nom                | No de référence | Notes                                                                                 |
| ------------------ | --------------- | ------------------------------------------------------------------------------------- |
| Western Collection | K6762           | Regroupe Sheriff's Lock-up (6755), Fort Legoredo (6762) et Rapid River Village (6763) |

## Adaptation en cassettes audio
Deux cassettes audio sont sorties en 1997 en Allemagne sous les noms Steckbrief für den Kopfgeldjäger et Der Falsche General, produites par le label Karussell.